# 位似变换
在数学中，位似变换是仿射空间上的一种变换，由一点S和一个非零常数λ决定。S称为位似中心，而λ称为位似比。位似变换的作用是{\displaystyle M\mapsto S+\lambda {\overrightarrow {SM}}}
也就是说，令S点不变，把任意点M映射到N，使得向量SN和向量SM在一条直线上，而比例为λ。在欧氏几何中，位似变换就是固定一点的相似变换，当{\displaystyle \lambda >0}时保持所有向量方向，而当{\displaystyle \lambda <0}时逆转所有向量方向。仿射空间上的所有的位似变换与平移变换一起，构成一个群，称为伸缩群或者位似——平移群。这个群是由所有把任意直线变为与其平行的直线的仿射变换构成的。